# Нагорный (Казань)
Нагорный (Чингис, тат. Нагорный, Чыңгыз, МФА: [ɕəŋˈʁəz]) — посёлок в Советском районе Казани.

## География
Нагорный расположен на севере Советского района. Севернее находится берёзовая роща (за ней — посёлок Дербышки), северо-западнее — Новая Сосновка, юго-западнее — посёлок ИЖС НПО «Казанькомпрессормаш», ныне также считающийся частью Новой Сосновки, южнее — садовые товарищества, лесной массив «Карьерный овраг», и посёлок Карьер, восточнее — Сибирский тракт и жилой массив Троицкая Нокса.

## История
Посёлок под названием Чингиз возник в 1920-х годах в рамках политики руководства Татарской АССР по возвращению татарского населения на берега Волги и в окрестности Казани, изгнанного из этих мест после взятия Казани русскими.
До введения в ТАССР районного деления находился на территории Воскресенской волости; затем находился в составе Казанского (1927–1938), Юдинского (1938–1950), Высокогорского (1950–1958) районов. На низшем административном уровне входил в Малодербышкинский (до 1932), Большедербышкинский (в середине 1930-х) и Киндерский (до 1958) сельсоветы.
В 1957 году включен в состав Советского района Казани и переименован в Нагорный.

## Население
| 1927 | 1957 |
| ---- | ---- |
| 5    | ↗223 |

## Улицы
- Алданская (тат. Алдан урамы, Aldan uramı, названа решением горисполкома № 494 от 1 августа 1957 года). Названа по реке Алдан.[12] Начинаясь от Высокогорской улицы, пересекает улицы Челябинская и Якутская, заканчивается пересечением с улицей Электрика. Почтовый индекс — 420056.
- Альметьевская (тат. Әлмәт урамы, Älmät uramı, названа решением горисполкома № 494 от 1 августа 1957 года). Названа по городу Альметьевск.[12] Начинаясь от безымянного проезда, соединяющего улицы Динамо и Берёзка, пересекает Дорожную улицу и заканчивается немного не доходя до Пешеходной улицы. Почтовый индекс — 420056.
- Анадырская (тат. Анадыр урамы, Anadır uramı, названа решением горисполкома № 494 от 1 августа 1957 года). Названа по городу Анадырь.[12] Начинаясь от Высокогорской улицы, пересекает Челябинскую и Якутскую улицы и заканчивается пересечением с Таёжной улицей. Почтовый индекс — 420056.
- Белогорская (тат. Белогорск урамы, Belogorsk uramı, названа решением горисполкома № 494 от 1 августа 1957 года). Начинаясь недалеко от Пешеходной улицы, пересекает Дорожную улицу и заканчивается пересечением с безымянным проездом, соединяющим улицы Динамо и Берёзка. Почтовый индекс — 420056.
- Берёзка (тат. Каенкай урамы, нет метки, названа решением горисполкома № 494 от 1 августа 1957 года). Начинаясь недалеко от Пешеходной улицы, пересекает Дорожную улицу и заканчивается пересечением с безымянным проездом, соединяющим улицы Динамо и Берёзка. Почтовый индекс — 420056.
- Большая Осенняя (тат. Зур Көз урамы, Zur Köz uramı, названа решением горисполкома № 494 от 1 августа 1957 года). Начинаясь от Малой Дорожной улицы, пересекает 9-ю Поперечно-Дорожную и 1-ю и 2-ю Поперечно-Осеннюю улицы и заканчивается, не доходя до Пионерской улицы. Почтовый индекс — 420056.
- Высокогорская  (тат. Биектау урамы, Biektaw uramı, названа решением горисполкома № 494 от 1 августа 1957 года). Названа по селу Высокая Гора.[12] Начинаясь от Ягодной улицы, пересекает улицы Ягодная, Куркачинская, Круговая, Алданская, Дорожная, Скороходная и Анадырская, заканчивается пересечением с улицей Дубровка. Почтовый индекс — 420056. Дома №№ 1, 3, 5, 7 — жилые дома компрессорного завода.[13]
- Динамо (тат. Динамо урамы, Dinamo uramı). Предположительно, названа в честь одноимённого колхоза.[14] Начинаясь недалеко от Ягодной улицы, пересекает Дорожную улицу и заканчивается пересечением с безымянным проездом, соединяющим улицы Динамо и Берёзка. Почтовый индекс — 420056[15].
- Дорожная (тат. Юл урамы, Yul uramı, названа решением горисполкома № 494 от 1 августа 1957 года). Главная улица посёлка. Начинаясь от Сибирского тракта, пересекает улицы Динамо, Рудная, Альметьевская, Белогорская, Самодеятельности, Берёзка, Круговая, Высокогорская, Челябинская, Якутская, Электрика, Таёжная, 1-ю, 2-ю, 3-ю и 4-ю Поперечно-Дорожные, и заканчивается пересечением с 5-й Поперечно-Дорожной улицей. Затем вновь начинается от улицы Дубровка, пересекает 9-ю Поперечно-Дорожную и 3-ю Поперечно-Осеннюю улицы и заканчивается пересечением с Пионерской улицей. Почтовый индекс — 420056. Дома №№ 20, 22, 24 — жилые дома компрессорного завода.[13]
- Дубровка (тат. Дубровка урамы, Dubrovka uramı, названа решением горисполкома № 494 от 1 августа 1957 года). Начинаясь недалеко от СНТ «Берёзка», пересекает улицы Высокогорская, Челябинская, Якутская, Таёжная, 2-я, 3-я, 4-я и 5-я Поперечно-Дорожная и заканчивается пересечением с Дорожной улицей. Почтовый индекс — 420056.
- Клеверная 1-я (тат. 1 нче Тукранбаш урамы, 1 nçe Tuqranbaş uramı, названа решением горисполкома № 462 от 8 июля 1959 года). Начинаясь недалеко от Набережной улицы, заканчивается пересечением с Малой Дорожной улицей. Почтовый индекс — 420056.
- Клеверная 2-я (тат. 2 нче Тукранбаш урамы, 2 nçe Tuqranbaş uramı, названа решением горисполкома № 462 от 8 июля 1959 года). Начинаясь недалеко от Набережной улицы, пересекает Малую Дорожную улицу и заканчивается пересечением с 6-й Поперечно-Дорожной улицей. Почтовый индекс — 420056.
- Клеверная 3-я (тат. 3 нче Тукранбаш урамы, 3 nçe Tuqranbaş uramı, названа решением горисполкома № 462 от 8 июля 1959 года). Начинаясь от Набережной улицы, заканчивается пересечением с Малой Дорожной улицей. Почтовый индекс — 420056.
- Клеверная 4-я (тат. 4 нче Тукранбаш урамы, 4 nçe Tuqranbaş uramı, названа решением горисполкома № 462 от 8 июля 1959 года). Начинаясь от Набережной улицы, заканчивается пересечением с Малой Дорожной улицей. Почтовый индекс — 420056.
- Клеверная 5-я (тат. 5 нче Тукранбаш урамы, 5 nçe Tuqranbaş uramı, названа решением горисполкома № 462 от 8 июля 1959 года). Начинаясь от Набережной улицы, заканчивается пересечением с Малой Дорожной улицей. Почтовый индекс — 420056.
- Клеверная 6-я (тат. 6 нчы Тукранбаш урамы, 6 nçı Tuqranbaş uramı, названа решением горисполкома № 462 от 8 июля 1959 года). Начинаясь от Набережной улицы, заканчивается пересечением с Малой Дорожной улицей. Почтовый индекс — 420056.
- Круговая (тат. Әйләнүле урам, Äylänüle uram, названа решением горисполкома № 494 от 1 августа 1957 года). Начинаясь от Дорожной улицы, заканчивается пересечением с Высокогорской улицей. Почтовый индекс — 420056. Дома №№ 2, 4, 6, 8, 10, 12, 14, 16 — жилые дома компрессорного завода.[13]
- Куркачинская (тат. Коркачык урамы, Qorqaçıq uramı, названа решением горисполкома № 494 от 1 августа 1957 года). Названа по селу Куркачи.[12] Начинаясь от Высокогорской улицы, пересекает улицы Челябинская и Якутская, заканчивается пересечением с улицей Электрика. Почтовый индекс — 420056.
- Локаторная (тат. Локатор урамы, нет метки). Начинается от 4-й Поперечно-Дорожной улицы. Почтовый индекс — 420056.
- Локаторный 1-й переулок (тат. 1 нче Тапкыч тыкрыгы, 1 nçe Tapqıç tıqrığı). Начинается от 4-й Поперечно-Дорожной улицы. Почтовый индекс — 420056.
- Локаторный 2-й переулок (тат. 2 нче Тапкыч тыкрыгы, 2 nçe Tapqıç tıqrığı). Начинается от пересечения Набережной и 4-й Поперечно-Дорожной улиц, далее пересекает 1-й и 2-й Локаторный переулки, 2-ю Поперечно-Дорожную улицу, и заканчивается пересечением с улицей Машиностроителей. Почтовый индекс — 420056.
- Малая Дорожная (тат. Кече Юл урамы, Keçe Yul uramı). Начинается от 5-й Поперечно-Дорожной улицы, пересекает шесть Клеверных улицы, Набережную и 9-ю Поперечно-Дорожную улицу и заканчивается пересечением с 1-й Поперечно-Осенней улицей. Почтовый индекс — 420056.
- Малая Осенняя (тат. Кече Көз урамы, Keçe Köz uramı). Начинается от 9-й Поперечно-Дорожной улицы, пересекает 3-ю Поперечно-Осеннюю улицу и заканчивается пересечением с Пионерской улицей. Почтовый индекс — 420056.
- Мостовиков (тат. Күперчеләр урамы, Küperçelär uramı). Начинается от 1-й Поперечно-Дорожной улицы. Почтовый индекс — 420056.
- Набережная (тат. Яр буе урамы, Yar buyı uramı). Начинается от 4-й Поперечно-Дорожной улицы, пересекает 5-ю Поперечно-Дорожную и 1-ю Клеверные улицы, затем прерывается; затем начинается от 3-й Клеверной улицы, пересекает 4-ю, 5-ю и 6-ю Клеверные улицы и заканчивается пересечением с Малой Дорожной улицей. Почтовый индекс — 420056.
- Пешеходная (тат. Җәяүлеләр урамы, Cäyäwlelär uramı). Начинаясь от Сибирского тракта, заканчивается, немного не доходя до начала улицы Берёзка. Почтовый индекс — 420056.
- Поперечно-Дорожная 1-я (тат. 1 нче Аркылы Юл урамы, 1 nçe Arqılı Yul uramı). Начинаясь от Ново-Сосновского леса, пересекает улицы 2-я Поперечно-Дорожная, Мостовиков и Ягодная, 1-й Локаторный переулок, Дорожную улицу и заканчивается у озера. Почтовый индекс — 420056.
- Поперечно-Дорожная 2-я (тат. 2 нче Аркылы Юл урамы, 2 nçe Arqılı Yul uramı). Начинается от Локаторной улицы и заканчивается пересечением с 1-й Поперечно-Дорожной улицей; затем вновь начинается от 1-го Локаторного переулка, пересекает улицы Дорожная и Дубровка. Почтовый индекс — 420056.
- Поперечно-Дорожная 3-я (тат. 3 нче Аркылы Юл урамы, 3 nçe Arqılı Yul uramı). Начинаясь недалеко от 1-го Локаторного переулка, пересекает Дорожную улицу и заканчивается пересечением с улицей Дубровка. Почтовый индекс — 420056.
- Поперечно-Дорожная 4-я (тат. 4 нче Аркылы Юл урамы, 4 nçe Arqılı Yul uramı). Начинаясь от Набережной улицы, пересекает Дорожную улицу и заканчивается пересечением с улицей Дубровка. Почтовый индекс — 420056.
- Поперечно-Дорожная 5-я (тат. 5 нче Аркылы Юл урамы, 5 nçe Arqılı Yul uramı). Начинаясь от Набережной улицы, пересекает Дорожную, Малую Дорожную, 6-ю и 7-ю Поперечно-Дорожную улицы и заканчивается пересечением с улицей Дубровка. Почтовый индекс — 420056.
- Поперечно-Дорожная 6-я (тат. 6 нчы Аркылы Юл урамы, 6 nçı Arqılı Yul uramı). Начинаясь от 5-й Поперечно-Дорожной улицы, и заканчивается после пересечения со 2-й Клеверной улицей. Почтовый индекс — 420056.
- Поперечно-Дорожная 7-я (тат. 7 нче Аркылы Юл урамы, 7 nçe Arqılı Yul uramı). Начинаясь от 5-й Поперечно-Дорожной улицы, заканчивается пересечением с 9-й Поперечно-Дорожной улицей. Почтовый индекс — 420056.
- Поперечно-Дорожная 9-я (тат. 9 нчы Аркылы Юл урамы, 9 nçı Arqılı Yul uramı). Начинаясь от Пионерской улицы пересекает Малую Дорожную, 1-ю Поперечно-Осеннюю, Большую Осеннюю, 7-ю Поперечно-Дорожную, Малую Осеннюю и заканчивается пересечением с Дорожной улицей. Почтовый индекс — 420056.
- Поперечно-Осенняя 1-я (тат. 1 нче Аркылы Көз урамы, 1 nçe Arqılı Köz uramı). Начинаясь от 9-й Поперечно-Дорожной улицы, заканчивается пересечением с Большой Осенней улицей. Почтовый индекс — 420056.
- Поперечно-Осенняя 2-я (тат. 2 нче Аркылы Көз урамы, 2 nçe Arqılı Köz uramı). Начинаясь недалеко от Пионерской улицы, заканчивается пересечением с Большой Осенней улицей. Почтовый индекс — 420056.
- Поперечно-Осенняя 3-я (тат. 3 нче Аркылы Көз урамы, 3 nçe Arqılı Köz uramı).  Начинаясь недалеко от Пионерской улицы, пересекает Большую и Малую Осеннюю улицы, заканчивается пересечением с Дорожной улицей. Почтовый индекс — 420056.
- Рудная (тат. Мәгъдән урамы, Mäğdän uramı). Начинаясь недалеко от Пешеходной улицы, пересекает Дорожную улицу и заканчивается пересечением с безымянным проездом, соединяющим улицы Динамо и Берёзка. Почтовый индекс — 420056[15].
- Самодеятельности (тат. Үзэшчәнлек урамы, Üzeşçänlek uramı, названа решением горисполкома № 494 от 1 августа 1957 года). Начинаясь от Пешеходной улицы, пересекает Дорожную улицу и заканчивается пересечением с безымянным проездом, соединяющим улицы Динамо и Берёзка. Почтовый индекс — 420056.
- Скороходная (тат. Тизйөрешле урам, Tizyöreşle uram, названа решением горисполкома № 494 от 1 августа 1957 года). Начинаясь от Высокогорской улицы, пересекает Челябинскую и Якутскую улицы и заканчивается пересечением с Таёжной улицей. Почтовый индекс — 420056.
- Таёжная (тат. Тайга урамы, Tayğa uramı), названа решением горисполкома № 494 от 1 августа 1957 года). Начинаясь от улицы Машиностроителей, пересекает Ягодную, Дорожную, Скороходную и Алданскую улицы и заканчивается после пересечения с улицей Дубровка. Почтовый индекс — 420056. Дом № 1 — жилой дом компрессорного завода.[13]
- Таёжная 1-я (тат. 1 нче Таежная урамы, 1 nçe Tayğa uramı). Начинаясь от 3-й Таёжной улицы и заканчивается пересечением со 2-й Таёжной улицей; затем вновь начинается от дома № 31 и заканчивается пересечением с безымянным проездом, соединяющим 2-ю Таёжную улицу с Лесной улицей. Почтовый индекс — 420056.
- Таёжная 2-я (тат. 2 нче Таежная урамы, 2 nçe Tayğa uramı). Начинаясь от 3-й Таёжной улицы, пересекается с 1-й Таёжной улицей и заканчивается у СНТ «Мечта». Почтовый индекс — 420056.
- Таежная 3-я (тат. 3 нче Таежная урамы, 3  nçe Tayğa uramı). Начинаясь от 2-й Таёжной улицы, заканчивается у территории СНТ «Татлес». Почтовый индекс — 420056.
- Челябинская (тат. Чиләбе урамы, Çiläbe uramı, названа решением горисполкома № 494 от 1 августа 1957 года). Начинаясь от Ягодной улицы, пересекает Куркачинскую, Алданскую, Дорожную, Скороходную, Анадырскую улицы и заканчивается пересечением с улицей Дубровка. Почтовый индекс — 420056.
- Электрика (тат. Электрик урамы, Elektrik uramı, названа решением горисполкома № 494 от 1 августа 1957 года). Начинаясь от Ягодной улицы, пересекает Куркачинскую и Алданскую улицы и заканчивается пересечением с Дорожной улицей. Почтовый индекс — 420056.
- Ягодная (тат. Җиләк урамы, Ciläk uramı, названа решением горисполкома № 494 от 1 августа 1957 года). Начинаясь от Агрызской улицы, пересекает улицы Высокогорская, Челябинская, Электрика и Таёжная и заканчивается пересечением с 1-й Поперечно-Дорожной улицей. Почтовый индекс — 420056. Дома №№ 43, 43а, 45, 45а — жилые дома компрессорного завода.[13]
- Якутская (тат. Якутск урамы, Yakutsk uramı, названа решением горисполкома № 494 от 1 августа 1957 года). Начинаясь от Куркачинской улицы, пересекает Алданскую, Дорожную, Скороходную, Анадырскую улицы и заканчивается пересечением с улицей Дубровка. Почтовый индекс — 420056.

## Социальная инфраструктура
- школа № 124 (основана в 1962 году).[16]
- детский сад № 153 «Солнышко» (основан в 1967 году).[17]
- детский сад № 186 «Науруз».
- почтовое отделение 420056.[18]
- мечеть «Иман нуры» (построена в 1990-е годы).[19]
- парк «Маленький принц».[20]

## Транспорт
До посёлка ходят автобусы №№ 1, 4, 25, 34, 60, 84, 91, 113 (пригородный), из них в сам посёлок заходит только автобус № 4 («ДРКБ» — «Новая Сосновка»). На территории посёлка расположены несколько остановочных пунктов: «Нагорный» (угол Сибирского тракта и Дорожной улицы, бывшая «посёлок Чингиз»), «Круговая» (угол улиц Высокогорской и Дорожной), «школа № 124» (угол улиц Дорожной и Челябинской), «Магазин», «жилой массив Нагорный-2» (пересечение улиц Дорожная, Малая Дорожная и 5-я Поперечно-Дорожная), «Таёжная», и «жилой массив Нагорный».

### Автобус
Автобусное сообщение в посёлке появилось не позднее 1950-х годов — через Сибирский тракт, являющийся западной окраиной посёлка, проходил автобусный маршрут № 1 («площадь Куйбышева» — «посёлок Дербышки»). К 1970 году к нему добавился маршрут № 6 («улица Компрессорная» — «посёлок Нагорный»), который, в отличие от предыдущего, заходил в сам посёлок. К концу 1970-х годов добавился ещё один маршрут № 40 («улица Компрессорная» — «посёлок Нагорный»). К середине 2000-х годов количество маршрутов проходящих по Сибирскому тракту мимо Нагорного достигло более десяти, из них в сам посёлок кроме автобуса № 6, заходили «маршрутки» № 149 («посёлок Нагорный» — «ДРКБ») и № 199 («посёлок Нагорный» — «ж/д вокзал»).
После ввода новой схемы движения автобусов 1 июля 2007 года маршруты №№ 6 и 149 были объединены в № 4, а № 199 упразднён.

## Известные жители
Известными жителями посёлка Нагорный были писатели Нурихан Фаттах и Загит Файзи, Герой Социалистического Труда Рауф Аглиуллин, директор Казанского завода компрессорного машиностроения Ахмет Галеев.

## Разное
- Во второй четверти XX века в посёлке работал колхоз «Динамо». На 1949 год в состав колхоза входило 12 дворов (57 человек), работала одна полеводческая бригада.[14]